# Loonuna
Loonuna is een bestuurslaag in het regentschap Belu van de provincie Oost-Nusa Tenggara, Indonesië. Loonuna telt 1349 inwoners (volkstelling 2010).